# 法隆寺地區的佛教古跡
法隆寺地区的佛教古迹（日语：法隆寺地域の仏教建造物）是指位在日本奈良縣生駒郡斑鳩町的法隆寺及法起寺等寺院的總稱。在1993年被聯合國教科文組織登錄為世界遺產。

## 历史
法隆寺是聖德太子於飛鳥時代建造的木造寺廟，現在是日本佛教聖德宗的本山，受到中國六朝很大的影響，其建築樣式是所謂「飛鳥樣式」的代表。此外，聖德太子也在此地區興建了許多寺廟。這些木造建築物記錄了日本接受佛教的歷史，以及佛教由中國傳入的過程。

## 登錄過程
法隆寺及其他一連串的佛寺，在明治時代初期的廢佛毀釋運動中受到了很大的打擊。但後來由於政府內部的政策改變，包括法隆寺金堂、五重塔等的建築物在1897年的古社寺保存法之下，被指定為國家指定文化財。第二次世界大戰後，日本政府在1950年制定了文化財保護法，其制定的契機即是法隆寺金堂火災所造成的文物損失。在此法的保護下，這些佛寺被登錄為國寶及重要文化財。其後，在1993年被登錄為世界文化遺產。

## 登錄範圍
| 编号    | 名称       | 图片 | 地址                            | 坐标                                                      |
| ------- | ---------- | ---- | ------------------------------- | --------------------------------------------------------- |
| 660-001 | 法隆寺区域 |      | 奈良县生驹郡斑鸠町法隆寺山内1-1 | 34°37′0.00″N 135°44′0.00″E / 34.6166667°N 135.7333333°E   |
| 660-002 | 法起寺区域 |      | 奈良县生驹郡斑鸠町冈本1873      | 34°37′04.00″N 135°44′58.00″E / 34.6177778°N 135.7494444°E |

## 登錄基準
法隆寺地域的佛教建築物因為符合下列標準，而被登錄為世界遺產：
- (i) 代表了人類創造精神的傑作。
- (ii) 通過建築或技術、有紀念意義的藝術品、城市規劃或景觀設計，展現了在一段時期內或在一個文化區域中進行的有重要意義的人文價值的交流。
- (iii) 突出地代表了某一類建築或技術的，並且展示了人類歷史上的某一段或幾段非常重要的時期。
- (vi) 直接或明確地同某些具有突出的、普世的價值的事件、現實的傳統、思想、信仰、文化作品或文藝作品相聯繫。

## 登錄範圍的建築物類文化財

### 法隆寺
| 名称                     | 圖片 | 文化財級別 | 時代     | 坐標 | 備註                                 |
| ------------------------ | ---- | ---------- | -------- | ---- | ------------------------------------ |
| 法隆寺廻廊               |      | 国宝       | 飛鳥     |      | 即西院伽藍迴廊。包括東迴廊和西迴廊。 |
| 法隆寺金堂               |      | 国宝       | 飛鳥     |      |                                      |
| 法隆寺経蔵               |      | 国宝       | 奈良     |      |                                      |
| 法隆寺五重塔             |      | 国宝       | 飛鳥     |      |                                      |
| 法隆寺綱封蔵             |      | 国宝       | 平安前期 |      |                                      |
| 法隆寺妻室               |      | 重要文化財 | 平安後期 |      |                                      |
| 法隆寺三経院及其西室     |      | 国宝       | 镰仓前期 |      |                                      |
| 法隆寺鐘楼               |      | 国宝       | 平安中期 |      |                                      |
| 法隆寺上御堂(上堂)       |      | 重要文化財 | 镰仓後期 |      |                                      |
| 法隆寺食堂細殿           |      | 重要文化財 | 镰仓前期 |      |                                      |
| 法隆寺食堂               |      | 国宝       | 奈良     |      |                                      |
| 法隆寺新堂               |      | 重要文化財 | 镰仓後期 |      |                                      |
| 法隆寺聖霊院             |      | 国宝       | 镰仓後期 |      |                                      |
| 法隆寺西院西南隅子院築垣 |      | 重要文化財 | 江户中期 |      | 包括東面垣和北面垣。                 |
| 法隆寺西院大垣           |      | 重要文化財 | 江户中期 |      | 包括南面垣、東面垣和西面垣。         |
| 法隆寺西院東南隅子院築垣 |      | 重要文化財 | 江户前期 |      | 包括西面垣和北面垣。                 |
| 法隆寺西円堂             |      | 国宝       | 镰仓前期 |      |                                      |
| 法隆寺西園院唐門         |      | 重要文化財 | 江户前期 |      |                                      |
| 法隆寺大講堂             |      | 国宝       | 平安中期 |      |                                      |
| 法隆寺大湯屋             |      | 重要文化財 | 桃山     |      |                                      |
| 法隆寺大湯屋表門         |      | 重要文化財 | 室町前期 |      |                                      |
| 法隆寺地蔵堂             |      | 重要文化財 | 室町前期 |      |                                      |
| 法隆寺中院本堂           |      | 重要文化財 | 室町中期 |      |                                      |
| 法隆寺中門               |      | 国宝       | 飛鳥     |      |                                      |
| 法隆寺東院廻廊           |      | 重要文化財 | 镰仓前期 |      | 包括東迴廊和西迴廊。                 |
| 法隆寺東院四脚門         |      | 重要文化財 | 镰仓前期 |      |                                      |
| 法隆寺東院舎利殿及其絵殿 |      | 重要文化財 | 镰仓前期 |      |                                      |
| 法隆寺東院鐘楼           |      | 国宝       | 镰仓前期 |      |                                      |
| 法隆寺東院大垣           |      | 重要文化財 | 江户中期 |      | 包括南面垣、東面垣和西面垣。         |
| 法隆寺東院伝法堂         |      | 国宝       | 奈良     |      |                                      |
| 法隆寺東院南門(不明門)   |      | 重要文化財 | 室町中期 |      |                                      |
| 法隆寺東院夢殿           |      | 国宝       | 奈良     |      |                                      |
| 法隆寺東院礼堂           |      | 重要文化財 | 镰仓前期 |      |                                      |
| 法隆寺東室               |      | 国宝       | 奈良     |      |                                      |
| 法隆寺東大門             |      | 国宝       | 奈良     |      |                                      |
| 法隆寺南大門             |      | 国宝       | 室町中期 |      |                                      |
| 法隆寺北室院太子殿       |      | 重要文化財 | 室町中期 |      |                                      |
| 法隆寺薬師坊庫裡         |      | 重要文化財 | 室町後期 |      |                                      |

### 法起寺
| 名称         | 圖片 | 文化財种类 | 時代 | 坐標 | 備註 |
| ------------ | ---- | ---------- | ---- | ---- | ---- |
| 法起寺三重塔 |      | 国宝       | 飛鳥 |      |      |

## 外部連結
维基共享资源上的相關多媒體資源：法隆寺
- 法隆寺官方網頁（日語）
- 法起寺簡介（日語）